# 강행법규
강행법규(強行法規, Jus cogens, zwingedes Recht)란 말 그대로 강제(强)로 행(行)하게 하는 법규로서 사적자치의 원칙에 따라 뜻(意)에 임(任)하여 자의적으로 할 수 있는 임의법규에 반하는 말이다.
즉, 당사자의 의사 여하에 불문하고 적용되는 법을 강행법규라하고 당사자 의사에 따라 적용되는 법규를 임의법규라 말한다.
강행의 실효성의 확보하는 방식을 기준으로, 첫째, 처벌함으로서 강제하는 처벌규정, 둘째, 효력을 무효화시켜 강제하는 효력규정으로 구분된다.
대체로, 공공의 질서에 관한 사항을 정한 법규이다. 라틴어로 Jus cogens라고 쓴다. 당사자의 의사와는 관계가 없으며 선량한 풍속 기타 사회질서에 관계있는 규정을 말한다. 대한민국 민법에 따르면 강행법규위반의 법률행위는 공공의 질서에 반하여 무효이다.
강행규정을 판단하는 기준은 특별히 정해 놓은 것은 없고 각 규정의 입법목적과 성질 등을 고려하여 정한다.(대법원)
보통 강행규정으로 이해하는 것은 다음과 같다. 
① 사회의 기본적 윤리관을 반영하는 규정(민법 제103조), 
② 가족관계의 질서유지에 관한 규정(민법 친족 · 상속편), 
③ 법질서 기본구조에 관한 규정(민법의 ‘능력’에 관한 규정), 
④ 제3자, 나아가 사회일반에 중요한 영향을 미치는 사항에 관한 규정(민법 물권편), 
⑤ 거래안전에 관한 규정, 
⑥ 경제적 약자의 보호를 위한 사회정책적 규정(주택임대차보호법)이 여기에 속한다.

## 일반국제법의 강행규범
강행규범(peremptory norm, jus cogens) 혹은 일반국제법의 강행규범은 그로부터의 어떠한 일탈도 허용되지 않으며 그 후에 확립되는 동일한 성질의 일반국제법규에 의해서만 수정될 수 있는 규범으로서, 국가들로 구성되는 국제공동체 전체에 의해서 수락되고 승인되는 규범을 말한다.

### 임의규범과 구별
임의규범(ius dispositivum)과의 구별은 로마법에 그 기원을 두고 있다. 임의규범은 법적 구속력이 없다는 뜻이 아니라 당사자간 별도의 다른 합의에 의해 배제 수정할 수 있는 법규라는 뜻이다. 국내법과 달리 국제법에서는 강행규범을 알지 못하였으며 국제법은 본질상 임의법규라고 관념하여 왔다. 즉, 조약과 국제관습법의 절대다수는 임의규범이다. 그러나, 국제법에서 전통적인 의사주의가 후퇴하고 보편주의가 강조되는 추세 속에서, 점차 강행법규가 늘어나고 있다.

### 국제강행규범의 사례
- 무력사용금지원칙
- 집단살해죄
- 인종차별금지원칙
- 인도에 반한 죄
- 노예금지
- 의료기기의 허위표시 금지 및 판매금지

- 자결권[1]
- 고문금지
  - 2002년 구유고슬라비아 국제형사재판소는 Prosecutor v. Furundžija 사건에서 고문금지원칙은 jus cogens라고 판결했다.[2]

### 강행규범 위반시의 효과
강행규범 위반국에 대한 타국의 군사적 침략은 국제법상 정당화된다. 국내문제불간섭원칙 문서 참고.

## 같이 보기
- 임의법규